# Amicie de Montfort
Amicie de Montfort (ou Amicia ou Amicie de Joigny), morte le 20 février 1252 ou 1253, est la fille de Simon IV de Montfort et d'Alix de Montmorency devenue moniale dominicaine et fondatrice du couvent dominicain à Montargis.

## Biographie
On ne sait presque rien sur la naissance et les premières années d'Amicie. Elle est probablement née au château familial de Montfort-l'Amaury. En 1209, son père s’engage dans la croisade des albigeois et on peut supposer que quand Alix de Montmorency vient le rejoindre l'année suivante, ses enfants l’accompagnaient, Amicie incluse. Selon certaines sources, elle aurait été proposée en mariage au fils de Pierre d'Aragon, mais le mariage n'a jamais eu lieu. Entre 1223 et février 1226, elle épouse Gaucher de Joigny (vers 1165 † vers 1237), seigneur de Château-Renard. 

### Moniale dominicaine
Son père était un ami et soutien de Saint Dominique, et Amicie était elle-même très attirée par l'ordre qu'il avait fondé. Après la mort de son mari, elle a fondé un couvent à Montargis (entre Orléans et Sens), et a demandé son incorporation dans l'ordre dominicain, mais elle a rencontré l'opposition des frères prêcheurs. Le 8 avril 1245, le pape Innocent IV a ordonné l'incorporation du monastère de Montargis dans l'ordre dominicain.
Amicie meurt le 20 février 1252 ou 1253 à Montargis et est enterrée dans l'église du couvent.[réf. nécessaire]

## Mariage et enfants
Amicie et Gaucher de Joigny ont eu deux enfants : 
- Pétronille de Joigny (morte en 1289), dame de Sully et de Château-Renard, mariée à Pierre de Courtenay-Champignelles-Conches - avant mai 1249, puis en secondes noces à Henri II de Sully (mort en 1269)[5] ;
- Gaucher de Joigny (avant mai 1249)[5], devenu moine dominicain[réf. nécessaire].